# Rhytiphora lateralis
Rhytiphora lateralis là một loài bọ cánh cứng trong họ Cerambycidae.